# Hüüru
Hüüru (tyska: Hüer) är en by (estniska: küla) i Saue kommun i landskapet Harjumaa i norra Estland. Byn ligger vid Riksväg 8, cirka 15 kilometer västerut från huvudstaden Tallinn. 
I kyrkligt hänseende hör byn till Keila församling inom den Estniska evangelisk-lutherska kyrkan.